# Volo British Airtours 28M
Il volo British Airtours 28M è stato un volo dell'ex-compagnia aerea britannica British Airtours, una sussidiaria di British Airways. Il 22 agosto 1985 al Boeing 737-200 che operava il volo si incendiò il motore numero 1 mentre stava decollando dall'aeroporto di Manchester diretto a Corfù. I piloti abortirono il decollo e riuscirono a fermare l'aereo ai lati della pista, ma l'aereo si incendiò e i fumi prodotti dall'incendio intossicarono i passeggeri che stavano evacuando l'aereo, uccidendo 53 passeggeri e 2 membri dell'equipaggio.
È stato il più grave incidente aereo che ha colpito la città di Manchester e, a quel tempo, il quarto più grave accaduto nel Regno Unito.
Gli esperti dell'aviazione affermano che l'incidente è stato "un momento decisivo nella storia dell'aviazione civile" perché ha portato a cambiamenti a livello di settore nella disposizione dei posti a sedere vicino alle uscite di emergenza, coprisedili resistenti al fuoco, illuminazione del pavimento, pareti e pannelli del soffitto resistenti al fuoco, più estintori e regole di evacuazione più chiare.

## L'aereo
Il velivolo coinvolto era un Boeing 737-200, marche G-BGJL, numero di serie 22033, numero di linea 743. Volò per la prima volta nel febbraio 1981 e venne consegnato a British Airtours due mesi dopo. Era equipaggiato con 2 motori turboventola Pratt & Whitney JT8D-15. Al momento dell'incidente, l'aereo aveva quattro anni e mezzo e aveva accumulato 12 977 ore di volo in 5 907 cicli di pressurizzazione.

## L'incidente

### Il tentativo di decollo

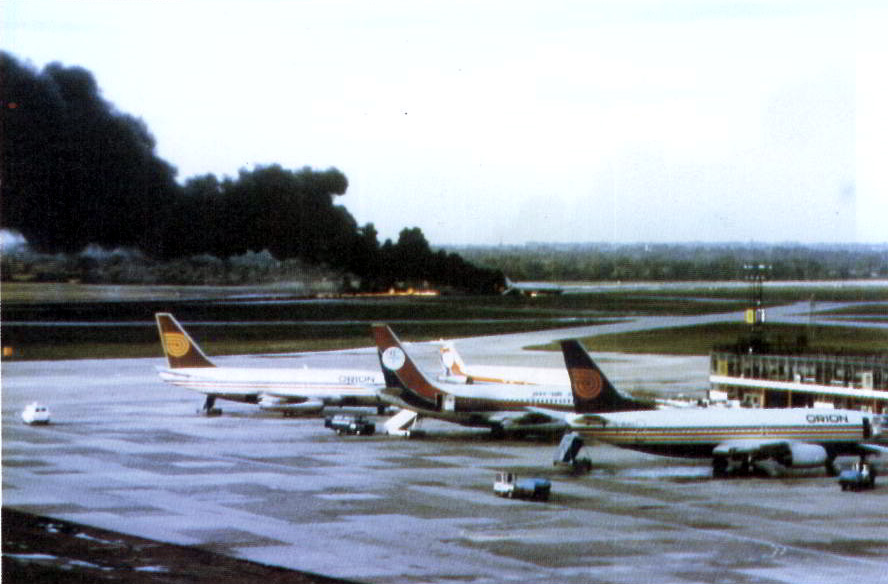
Il velivolo in fiamme in rullaggio verso l'uscita della pista.

I membri dell'equipaggio, il comandante Peter Terrington (39) e il primo ufficiale Brian Love (52), erano piloti esperti con 8.441 e 12.277 ore di volo (delle quali 1.276 e 345 sul Boeing 737) rispettivamente.
Alle 07:13 BST (06:13 UTC), sulla pista 24 dell'aeroporto Internazionale di Manchester, durante la fase di decollo, i piloti sentirono un forte tonfo provenire da sotto l'aereo. Pensando che uno pneumatico fosse scoppiato, i piloti decisero di abortire il decollo e attivarono gli inversori di spinta. Il primo ufficiale, che all'epoca aveva il controllo dell'aereo, applicò una frenata "brusca" per circa cinque secondi. Il comandante, preoccupato per le ruote del 737, ordinò di frenare in modo più leggero. Gli avvisi di incendio suonarono nella cabina di pilotaggio nove secondi dopo il tonfo (circa 36 secondi prima che l'aereo si fermasse). Dieci secondi dopo, il controllore della torre confermò, "[...], c'è molto fuoco". Venticinque secondi dopo aver sentito il tonfo (circa 20 secondi prima che l'aereo si fermasse), il controllore della torre suggerì di evacuare i passeggeri sul lato destro. Questo attivò la sirena di allarme antincendio dell'aeroporto nel momento in cui vide per la prima volta fumo proveniente dall'aereo, ma i vigili del fuoco, avendo già sentito il forte tonfo proveniente dal Boeing, erano già pronti a partire.

### Evacuazione anteriore
L'aereo lasciò la pista su una breve taxiway chiamata "D" e si fermò rivolto a nord-ovest. Gli sforzi di evacuazione iniziarono immediatamente, ma le persone nell'aereo incontrarono diverse difficoltà. Il commissario di bordo, che era l'assistente di volo senior, cercò di aprire la porta di uscita anteriore destra circa dieci secondi prima che l'aereo si fermasse, ma rimase bloccata a causa di un errore di progettazione nel sistema di scorrimento di emergenza e abbandonò i tentativi di aprirla. Dopo circa 25 secondi, il commissario di bordo aprì la porta anteriore sinistra facendo così estendere lo scivolo. In quel momento arrivarono le prime due autopompe. Una iniziò a spruzzare schiuma sulla fusoliera tra la porta aperta e il motore per evitare che il fuoco si propagasse all'interno mentre i passeggeri stavano evacuando e per fornire raffreddamento per proteggere quelli ancora all'interno.
Quando arrivò il secondo mezzo antincendio, il primo si concentrò sul carburante del jet in fiamme e sul motore sinistro. La seconda spruzzò schiuma sulla fusoliera e sulla porta aperta. Durante quei momenti, la "hostess n.4", Joanna Toff, aveva tenuto i passeggeri fuori dalla zona della cambusa a prua per dare al commissario di bordo il tempo di aprire la porta. Quando la portiera laterale sinistra venne aperta, i passeggeri in uscita si bloccarono nello stretto passaggio largo 57 cm tra le due paratie della cucina di prua. Toff tirò fuori di corpo i passeggeri uno alla volta fino a quando non eliminò il blocco. Nel frattempo, il commissario di bordo aveva ripreso a lavorare sulla porta anteriore destra, aprendola con successo e facendo gonfiare lo scivolo un minuto dopo che l'aereo si era fermato. Sedici passeggeri e Toff uscirono attraverso la porta anteriore sinistra, uno dei quali era privo di sensi. Il commissario di bordo e 34 passeggeri fuggirono dalla porta anteriore destra.

### Evacuazione sopra le ali

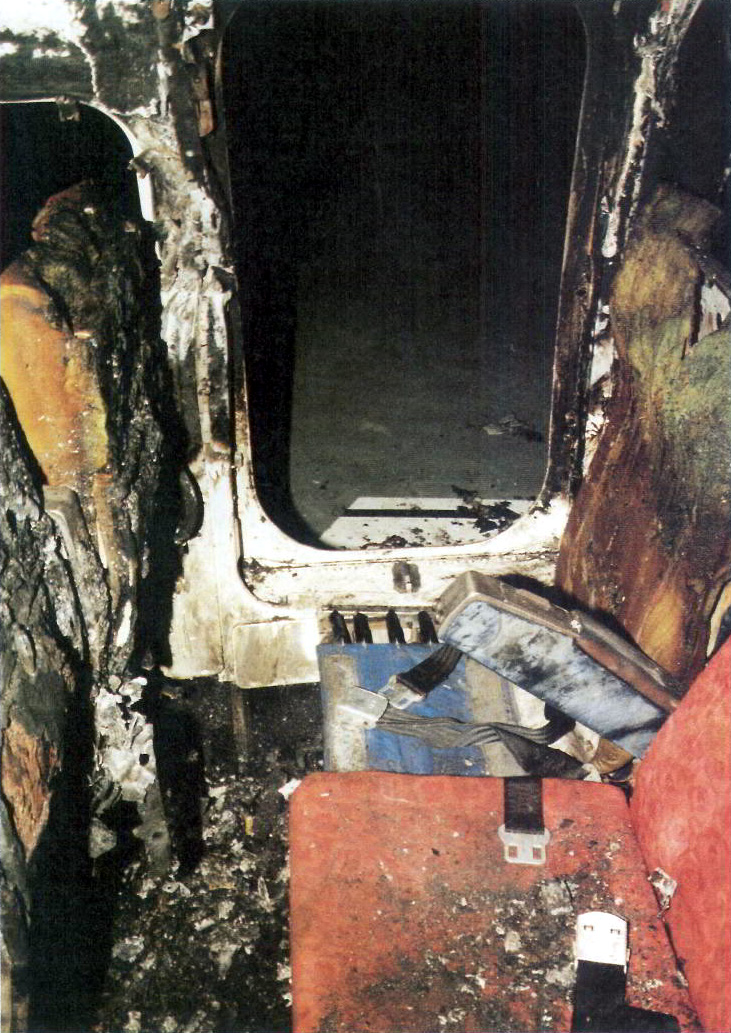
L'uscita overwing destra. Si può notare un bracciolo leggermente alzato che rese difficoltosa l'evacuazione.

Altre difficoltà vennero riscontrate nell'evacuazione tramite le uscite sopra le ali ("overwing"). Quella a sinistra era bloccata da fumo e fiamme. Il passeggero seduto dall'altra parte ebbe difficoltà a capire come azionare il portello. A quel tempo, non era richiesto che i passeggeri delle file di uscita ricevessero un briefing su come e quando aprirlo. Una volta che il portello da 22 chilogrammi venne aperto, cadde verso l'interno sul passeggero seduto accanto ad esso, intrappolandolo. Due passeggeri lo sollevarono e lo misero su un sedile nella fila successiva, rendendo l'uscita disponibile per l'uso 45 secondi dopo che l'aereo si era fermato. Una volta rimosso il portello, i passeggeri incontrarono ancora difficoltà a uscire. I sedili di quella fila lasciavano uno spazio di soli 27 cm e i braccioli tra quei sedili rimanevano abbassati e l'uscita era direttamente sopra un sedile, richiedendo ai passeggeri di districarsi goffamente per scappare. I passeggeri nella parte posteriore dell'aereo erano in preda al panico poiché il fumo e le fiamme avevano riempito la cabina più o meno nello stesso momento in cui era stata aperta l'uscita overwing destra. Strisciarono sugli schienali dei sedili per raggiungere tale uscita e le due anteriori. Alcuni sopravvissuti dissero agli investigatori che il corridoio era bloccato dai corpi.
Un uomo che era stato seduto nel sedile 16C fu trovato morto disteso dall'altra parte di questa uscita, e gli investigatori non erano sicuri se il crollo dello schienale lo avesse intrappolato. Un ragazzo di quattordici anni fu trovato disteso sopra quest'uomo dai vigili del fuoco 5 minuti e mezzo dopo che l'aereo si era fermato. Era vivo, soffriva solo di ustioni superficiali alle mani. Fu l'ultimo dei 27 sopravvissuti a fuggire attraverso quell'uscita e l'ultimo evacuato sopravvissuto all'incidente. La maggior parte dei 38 corpi furono trovati raggruppati attorno all'uscita overwing.

### Propagazione dell'incendio

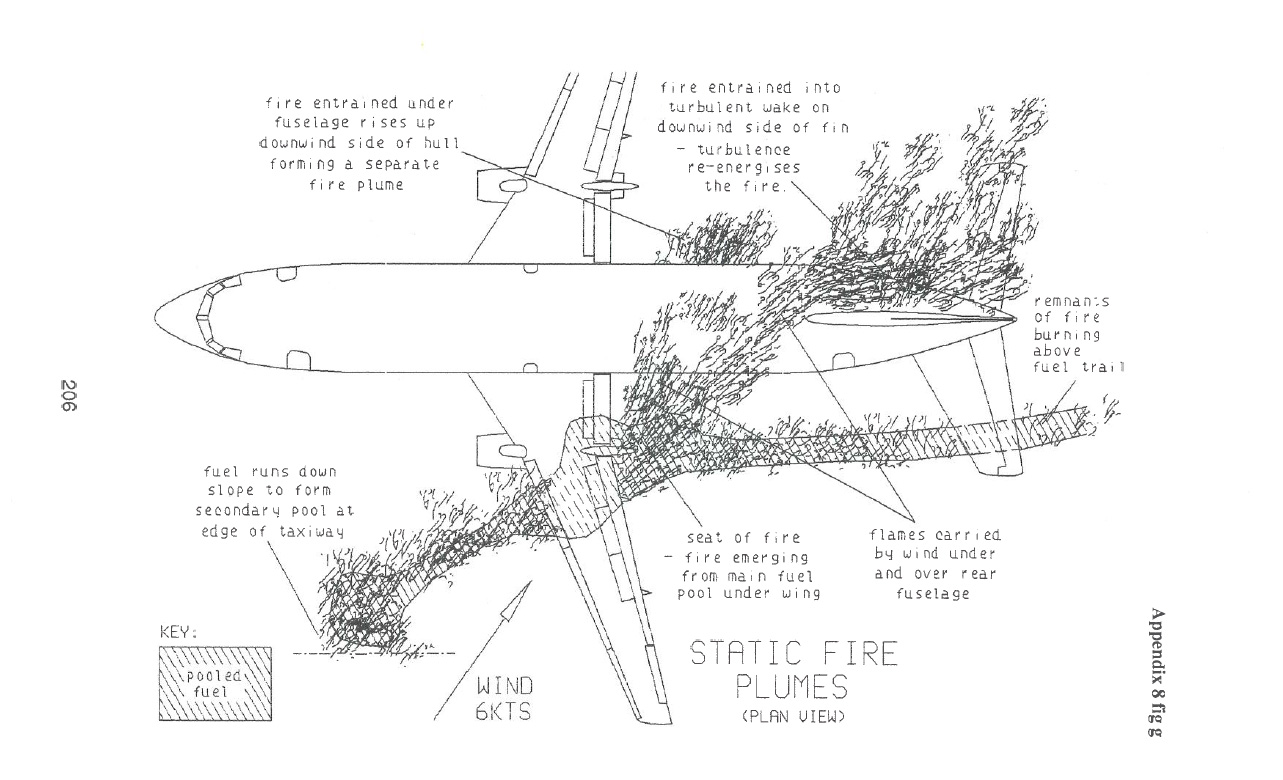
Schema di propagazione dell'incendio. L'orientamento dell'aereo rispetto al vento ne favorì la diffusione.

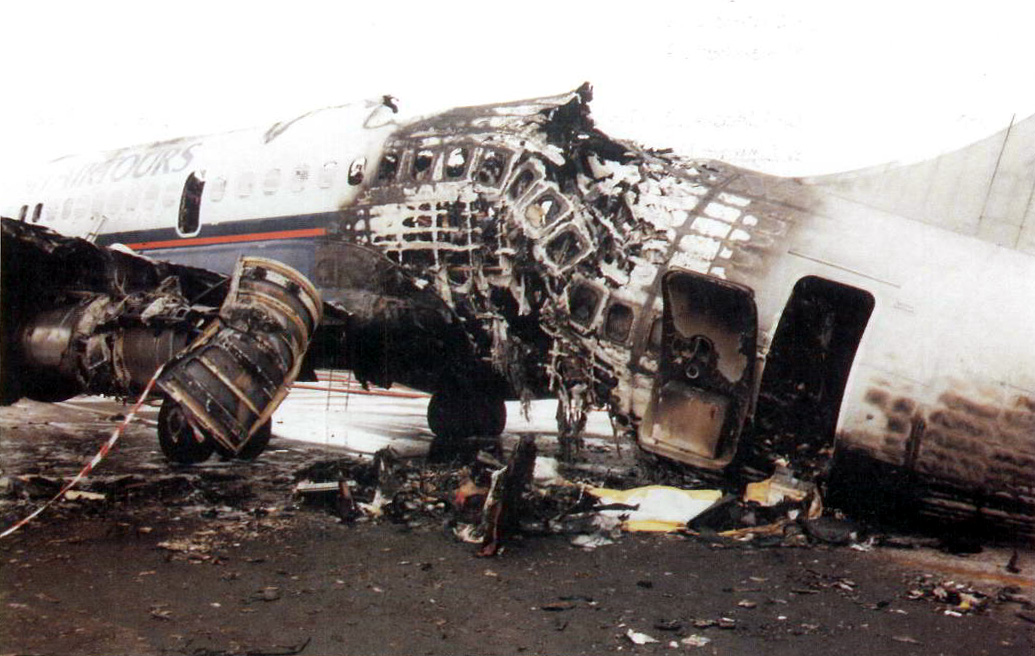
La parte posteriore del 737.

Il carburante era fuoriuscito dall'ala sinistra dal momento in cui si era sentito il primo forte rumore. Quel carburante si era acceso a contatto con le fiamme dal foro nella camera di combustione del motore mentre l'aereo iniziava a decelerare sulla pista. Quando l'aereo si fermò, il carburante perdeva ancora da un'apertura di 270 centimetri quadrati a una velocità di 450-680 litri al minuto, alimentando un incendio crescente. Più o meno in quei momenti, il fuoco era già penetrato nel rivestimento in lega di alluminio dell'aereo al di sotto del livello del pavimento nell'abitacolo.
L'AAIB stimò che c'erano voluti da cinque secondi prima a tredici secondi dopo che l'aereo si era fermato perché il fuoco penetrasse nella fusoliera. I passeggeri seduti sul lato sinistro del corridoio e verso la parte posteriore sentivano un intenso calore ed erano molto impazienti di scappare, molti dei quali in piedi e si muovevano nei corridoi mentre l'aereo era in movimento.
Quando l'aereo iniziò la sua svolta a destra per uscire dalla pista, circa 10 secondi prima che si fermasse, uno dei due assistenti di volo nella parte posteriore dell'aereo, probabilmente l'hostess n.3, aprì il portellone posteriore destro facendo gonfiare lo scivolo di emergenza, ma nessuno scappò attraverso questa porta perché era bloccata da fumo e fiamme. Quando l'aereo si fermò, era rivolto a nord-ovest e un vento leggero di 6-7 nodi soffiava da ovest, trasportando fumo denso e fiamme attraverso quel portellone. Quando venne aperto per la prima volta, l'aereo era rivolto controvento e l'uscita era libera. Quando lo sportello anteriore sinistro venne aperto, si creò un flusso d'aria dalla parte anteriore del velivolo a quella posteriore e fuori attraverso la porta posteriore destra, che probabilmente permise di contenere il fumo nella parte posteriore. Quando l'uscita sopra l'ala e l'uscita anteriore destra furono aperte, questo flusso fu interrotto e l'intera cabina si riempì rapidamente di fumo. L'uscita posteriore sinistra rimase chiusa.
Il fuoco penetrò nella parte posteriore della cabina passeggeri attraverso il pavimento e lungo la parete sinistra entro un minuto dall'arresto dell'aereo. Gli investigatori riferirono che questa rapida penetrazione del fuoco nella cabina sembrava "in netto conflitto con le aspettative dell'industria del trasporto aereo" per questo tipo di incendio; a quel tempo si prevedeva infatti la disponibilità di uno-tre minuti per l'evacuazione prima che l'incendio fosse "in grado di minacciare direttamente gli occupanti".
Quando i vigili del fuoco stabilirono che nessun altro passeggero avrebbe lasciato l'aereo senza assistenza, entrarono nella cabina passeggeri con le manichette antincendio e tentarono di spegnere le fiamme all'interno, ma combattere l'incendio da lì era diventato inutile e pericoloso. Un vigile del fuoco rimase leggermente ferito quando un'esplosione lo buttò fuori dalla porta e giù sull'asfalto.

### Le vittime

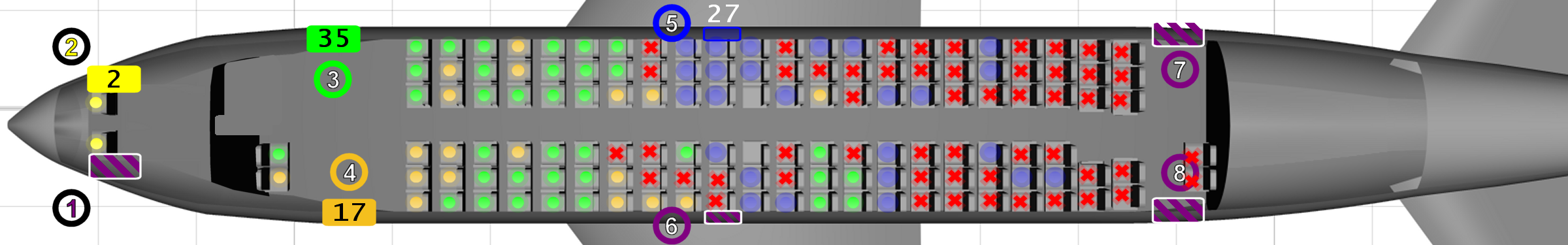
Rappresentazione a colori in base all'uscita presa dai passeggeri. Le croci rosse rappresentano le vittime, i cerchi blu quelli usciti da sopra l'ala destra, i cerchi gialli quelli usciti dal portellone anteriore sinistro e quelli verdi da quello destro. I piloti uscirono da uno dei finestrini del cockpit.

Nell'incidente persero la vita 53 passeggeri e 2 membri dell'equipaggio, 48 dei quali per inalazione di fumo. 78 passeggeri e 4 membri dell'equipaggio riuscirono a fuggire; 15 di loro riportarono ferite gravi. Un passeggero, un uomo salvato 33 minuti dopo l'inizio dell'incendio, venne trovato privo di sensi nel corridoio, ma morì in ospedale sei giorni dopo per i danni ai polmoni e la conseguente polmonite.

## Le indagini
Il rapporto dell'Air Accidents Investigation Branch (AAIB) elenca una causa dell'incidente e una causa separata per le vittime, oltre a quattro fattori che contribuirono al verificarsi del disastro.

### L'incidente
L'indagine permise di appurare che il combustore n.9 del motore di sinistra si era guastato e una sezione dello stesso era stata espulsa con forza in un pannello di accesso al serbatoio del carburante sottostante. Quel pannello si era rotto, consentendo al carburante di riversarsi sui gas di combustione caldi del motore. L'incendio risultante si sviluppò catastroficamente, principalmente a causa dell'orientamento dell'aereo e del fuoco al vento, "anche se il vento era leggero".

### Le vittime
L'AAIB concluse che "la causa principale delle morti fu l'inalazione della densa atmosfera di fumo tossico/irritante all'interno della cabina, aggravata dai ritardi nell'evacuazione causati da un malfunzionamento della porta anteriore destra e dall'accesso limitato alle uscite".

### Fattori contributivi
L'AAIB elencò i seguenti come fattori contributivi principali:
- La vulnerabilità all'impatto dei pannelli di accesso al serbatoio dell'ala.
- La mancanza di qualsiasi disposizione efficace per combattere i grandi incendi all'interno della cabina dell'aeromobile.
- La vulnerabilità della fusoliera dell'aereo al fuoco esterno.
- La natura estremamente tossica delle emissioni dai materiali interni in fiamme.

### Il precedente
I registri mostrarono che il motore in questione, un Pratt & Whitney JT8D-15, aveva subito precedenti crepe al contenitore del combustore n.9 che era stato riparato nel 1983 mediante saldatura a fusione. La riparazione non includeva il trattamento termico in soluzione, che era una procedura richiesta in questi casi. I bordi circonferenziali della sezione anteriore coincidevano con alcune delle crepe che erano state saldate in precedenza. Alcune delle fratture si trovavano in aree in cui non erano state osservate crepe al momento della riparazione e i bordi si danneggiarono gravemente durante l'incendio che ne seguì. Pertanto, l'AAIB non poteva concludere se la qualità della riparazione aveva causato o contribuito all'incidente.

## Onorificenze
Gli assistenti di volo sopravvissuti, Arthur Bradbury e Joanna Toff, e due membri dei vigili del fuoco dell'aeroporto di Manchester, il vigile del fuoco Samuel Lyttle e il vigile del fuoco Eric Arthur Westwood, vennero tutti premiati con la Queen's Gallantry Medal e le due assistenti di volo che non ce l'avevano fatta, Sharon Ford e Jacqui Urbanski, ricevettero lo stesso premio postumo.

## Conseguenze
L'incidente sollevò grandi preoccupazioni in merito alla sopravvivenza dei passeggeri durante un'evacuazione di emergenza, argomento che non era mai stato studiato attentamente prima del 1985. Il rapido ingresso di fumo tossico nella fusoliera e la disposizione del galley (la "cucina" dove gli assistenti di volo preparano bevande e spuntini) che creava una strettoia poco prima delle uscite di emergenza, compromisero la fuga dei passeggeri, causando decine di vittime.
Presso il Cranfield Institute venne ricostruita parte della fusoliera di un Boeing 737 per studiare il miglior percorso di evacuazione e, dopo decine di simulazioni, si stabilì di modificare la configurazione dei sedili accanto alle uscite di emergenza, di allargare il passaggio dal galley e di applicare sul pavimento segnali luminosi che indicassero le vie di fuga in caso di scarsa visibilità.

## Nella cultura di massa
L'incidente del volo 28M della British Airtours è stato analizzato nella puntata Panico sulla pista della nona stagione del documentario Indagini ad alta quota trasmesso dal National Geographic Channel.